# Harris Hancock
Harris Hancock (14 de maio de 1867 – Charlottesville, 16 de março de 1944) foi um matemático estadunidense, professor de matemática da Universidade de Cincinnati.
Trabalhou com teoria algébrica dos números e áreas correlatas.
Foi palestrante do Congresso Internacional de Matemáticos em Paris em 1900.

## Publicações
- Hancock, Harris (1910), Theory of elliptic functions, John Wiley and Sons  Reprinted by Dover Publications, Inc., New York 1958
- Hancock, Harris (1917), Elliptic integrals, John Wiley and Sons  Reprinted by Dover Publications, Inc., New York 1958
- Hancock, Harris (1917), Theory of maxima and minima, Ginn, MR 0114884 Reprinted by Dover Publications, Inc., New York 1960
- Hancock, Harris (1931), Foundations of the theory of algebraic numbers, I and II, Macmillan Reprinted by Dover Publications, Inc., New York 1964
- Hancock, Harris (1939), Development of the Minkowski geometry of numbers, ISBN 978-0486446462, Macmillan Reprinted by Dover Publications, Inc., New York 1964, 2005